# Christian Maurer
Stefan Christian Maurer (n. 24 mai 1939, Sibiu) este un actor, regizor, libretist, traducător și scriitor de limba germană sas din România.

## Biografie
Tatăl său a fost ofițer în armata austro-ungară iar mama sa, fiica unui țăran din Cincșor.
În 1956, ziarul Neuer Weg a organizat un concurs literar. Surpriza a apărut la secțiunea „poezie” unde premiul 1 a fost câștigat de Christian Maurer, un tânăr bacalaureat din Sibiu, cu poezia „Die Doina“.
A absolvit IATC-sectia germana in 1966, clasa prof. Ion Olteanu + cf. Eva Pătrășcanu + lect. Petrică Vasilescu ?
Între 1962 ? și 1989 a fost director al secției germane a Teatrului de Stat din Sibiu (în prezent Teatrul Național Radu Stanca, Sibiu).
Sub conducerea sa, spectacolele teatrului au fost văzute de peste 1,5 milioane de spectatori. Peste 70% din activitatea teatrului a avut loc în turnee, astfel că până în 1989 au fost prezentate 203 de spectacole la Mediaș, 180 de spectacole la Brașov, 147 la Sighișoara, 133 la Agnita, 130 la Cisnădie, 127 la Timișoara și 90 la Codlea.
În 1990, Christian Maurer a emigrat în Germania și s-a stabilit în localitatea Thyrnau din landul Bavaria. Aici a lucrat o vreme custode de muzeu, apoi a fost șomer și pe urmă s-a pensionat.
A fost căsătorit cu Rosemarie Maurer născută Müller (n. 27 ianuarie 1937 Sibiu - d. 10 noiembrie 2014 Kellberg, Germania), actriță la același teatru din Sibiu.

## Scrieri
- Rememorînd fîntîna, poezii în tălmăcirea Mirei Preda și a lui Corneliu Micandru, Editura Cartea Românească, București, 1974
- Die Hände, Jugendverlag Bukarest 1964
- Chronik hinter Kulissen - Skizzen, Kriterion-Verlag, Bukarest, 1970
- Bussardland und Nebenher - Gedichte, Kriterion-Verlag, Bukarest, 1975
- Schöpf Sieb um Sieb vom Regen - Gedichte eines Siebenbürgers, Verlag  C. Maurer, Obernzell, 2002 și Editura Honterus, Sibiu, 2002, ISBN 3-00-010019-9; ISBN 978-3-00-010019-2
- Das lustige ABC der Siebenbürger Sachsen - Passau, Heilbronn, Hermannstadt; drei Alben, (coautor Wolfgang Untch) Verlag C. Maurer, Obernzell, 2005, ISBN 9783000159237
- Vom violetten Spuk - balladeske & skurrile Verse, Verlag Morgenroth Media, Oberhaching, 2013, ISBN 978-3-941425-66-8
- Er-Fahrene Geschichten aus einer versunkenen Theater-Welt : (aus den Histörchen der DASS, der "Deutschen Abteilung des Staatstheaters - Sibiu" - Hermannstadt, während der Jahre des sogenannten "Sozialismus" in Rumänien), Editura Morgenroth Media, ISBN 978-3-941425-84-2

## Filmografie
- Castelul condamnaților (1970)
- Blestemul pămîntului – Blestemul iubirii (1980)
- Plecarea Vlașinilor (1983) - cpt. Petauer
- Întoarcerea Vlașinilor (1984) - cpt. Petauer
- Pas în doi (1985)
- Trenul de aur (1986)
- Urmărirea (1971) - serial
- Un august în flăcări (1974) - serial